# Omothymus violaceopes
Omothymus violaceopes är en spindelart som beskrevs av H. C. Abraham 1924. Omothymus violaceopes ingår i släktet Omothymus och familjen fågelspindlar. Inga underarter finns listade i Catalogue of Life.